# Glasnik Društva muslimana Austrije
Glasnik Društva muslimana Austrije je bio hrvatski emigrantski list.
Izlazio je u Salzburgu od 1954.
Uz ovaj list je vezano i ime Smaila Balića.

## Vanjske poveznice i izvori
- Bibliografija Hrvatske revije  Arhivirana inačica izvorne stranice od 20. lipnja 2006. (Wayback Machine) Franjo Hijacint Eterović: Trideset godina hrvatskog iseljeničkog tiska 1945-1975.
- Hrvatska revija[neaktivna poveznica] Vinko Nikolić: Glasnik Društva muslimana Austrije, Salzburg